# Сигнал та Шум
Сигнал і Шум: Чому одні прогнози збуваються, а інші — ні — книга Нейта Сільвера, яка описує мистецтво використання ймовірностей і математичної статистики в застосуванні до умов реального світу. В книгу увійшли багато детально описаних тематичних досліджень, бейсбол, вибори, зміни клімату, фінансова криза, покер та прогнозування погоди.

## Видання та продажі
Опублікована в Сполучених Штатах 27 вересня 2012 року, книга Сигнал і Шум вже після першого тижня продажу сягнула 12 номера в списку бестселерів New York Times в категорії наукової літератури. Згодом ця сходинка опустилась до 20 номера протягом другого тижня, перш ніж піднятись до №13 в третьому та залишалась в ТОП-15 рейтингу для нехудожньої літератури наступні 13 тижнів, з найвищим тижневим рейтингом №4. Але вже впевнені обсяги продаж різко піднялись після виборів 6 листопада, одразу стрибнувши на 800% і ставши другим бестселером на Amazon.com.
Сигнал і шум (друковане видання) була визнана Amazon як найкраща книга в категорії наукової літератури за 2012 рік. Книга була названа "Wall Street Journal" як одна з десяти кращих книг в категорії наукової літератури в 2014 році.

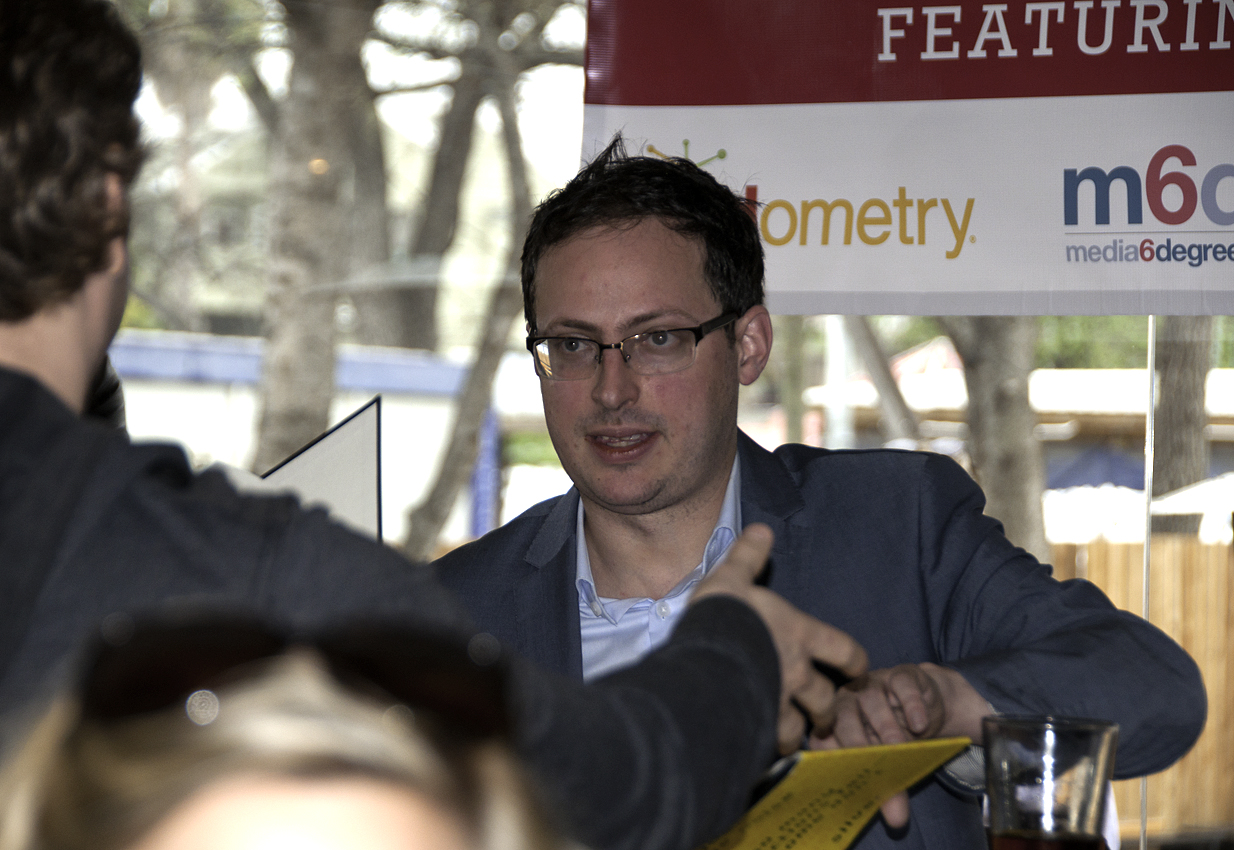
Сільвер підписує копію книги Сигнал і Шум на sxsw у 2013

Вперше книга була надрукована у Великій Британії в квітні 2013 року, з назвою сигнал і шум: мистецтво і наука прогнозування, в твердій палітурці під штампом Аллен Лейн і в м'якій обкладинці під штампом Penguin.
Вона була опублікована в Бразилії з португальським перекладом, O sinal e o ruído, в червні 2013 року. Німецьке видання було випущене у вересні 2013 року видавцем Гейне Ферлаг, використовуючи дещо інший Заголовок: В розрахунку на майбутнє. Італійська версія, Il segnale e il rumore. Arte e scienza della previsione, з'явилась в жовтні 2013 року.
Книга була опублікована в спрощеній версії символів Китайською citic прес в Пекіні, а також у традиційній версії китайських символів Suncolor Press в Тайбей восени 2013 року. Вона була опублікована в Японії в листопаді 2013 року. Іспанський переклад з'явився у квітні 2014 року під назвою La señal y el ruido.
У 2013 році видання було опубліковано в Румунії Publica press виданням: Semnalul și zgomotul: de ce atât de multe predicții dau greș - pe când altele reușesc. У травні 2014 року видання було опубліковано в Чехії: Signál a šum. Většina předpovědí selže. Některé ne.
Польський випуск був запланований до видання у твердій палітурці 2015 року Геліон: Sygnal i szum: Sztuka prognozowania w erze technologii.
Сигнал і шум був вперше опублікований в м'якій обкладинці в США 3 лютого 2015 року. Книга містила нове введення. Вона досягнула списку бестселерів The New York Times з м'якою обкладинкою Нью-Йорк Таймс кращий продавець список книжки в м'якій обкладинці, займає № 4 сходинку в сфері освіти у березні 2015 року.

## Короткий огляд
Книга підкреслює майстерність Сільвера, яка є практичним застосуванням мистецтва побудови математичної моделі з використанням теорії ймовірності та статистики. Сільвер застосовує широкий підхід до використання статистичних інструментів, комбінуючи джерела унікальних даних, з історичними даними і раціональними принципами статистичного аналізу, багато з яких порушено численними соціологами і експертами, які тим не менш відігравали важливу роль в засобах масової інформації. В книгу увійшли багато детально описаних тематичних досліджень, бейсбол, вибори, зміни клімату, фінансова криза, покер та прогнозування погоди. Ці різні теми ілюструють різні статистичні принципи. Наприклад, прогнозування погоди використовується для введення поняття "калібрування" або як добре прогнози відповідають дійсному стану погоди. Сільвер хотів бачити, що ЗМІ відсторонюється далі від розпливчастих термінів, як "Обама має перевагу в Огайо" або "у Флориді все ще вагаюся з вибором" до виразів ймовірностей, як "імовірність перемоги Обами в колегії виборців становить 83%, при цьому очікується, що частка виграних ними голосів виборців зараз становить 50.1% з похибкою в діапазоні ±2%". Такі заяви дають коефіцієнти на кінцеві результати, в тому числі 17% шанс Ромні перемогти в колегії вибірників. Акції народного голосування також різняться, включаючи результати, в яких Ромні набере найбільше голосів. Виходячи з такої інформації, це вже на розсуд користувача цих заяв використовувати цю інформацію якнайкращим способом в боротьбі з невизначеністю майбутнього в епоху інформаційного перевантаження. Ось ця остання ідея і є мотиватором педагогічної місії Сільвера.
Сільвер відкидає багато ідеології які викладаються з допомогою статистичного методу в коледжах і університетах сьогодні, а конкретно 'Частотний" підхід Рональда Фішера, творця багатьох класичних статистичних тестів і методів. Проблему Сільвер знаходить у впевненості в бездоганному експерименті, опитування або інших конструкцій, коли дані часто надходять з різних джерел і ідеалізованих допущень при моделюванні які рідко є правдивими. Часто такі моделі скорочують складні питання до дуже простих "перевірок гіпотез", використовуючи довільні значення рівнів", щоб "прийняти або відхилити" одне значення параметру. Практичний статистик по-перше, має володіти чітким розумінням про те, як бейсбол, покер, вибори або інших невизначені процеси працюють, які заходи є надійними, а які ні, які масштаби узагальнення корисні, а потім використовувати статистичний інструментарій як не можна краще. Сільвер вірить у необхідність великих наборів даних, бажано зібраних протягом тривалого періоду часу, з яких можна потім використовувати статистичні методи для поступової зміни ймовірності вгору або вниз по відношенню до попередніх даних. Цей "Байєсовський підхід" названий в 18 столітті міністр Томаса Байєса, який виявив просту формулу для оновлення ймовірностей, використовуючи нові дані. Для Сільвера, відомий метод потребує реанімування, як більш широкої парадигми мислення про невизначеності, заснованої на вивченні і розумінні здобутих поступово, а не через якогось єдиного набору спостережень або ідеальної моделі підсумованої кількома ключовими параметрами. Частиною цього навчання є неформальний процес зміни припущень або моделюючий підхід, метою якого є те, щоб віднайти найкращі шанси для ставок на чітко визначені майбутні події та їх результати.

## Нагороди
- В жовтні 2013 року, книга Сигнал і Шум стала переможцем у 2013 році Phi Beta Kappa Society book award in science, яка визнає "видатний внесок вчених у наукову літературу"[19].